# Culto del Sole

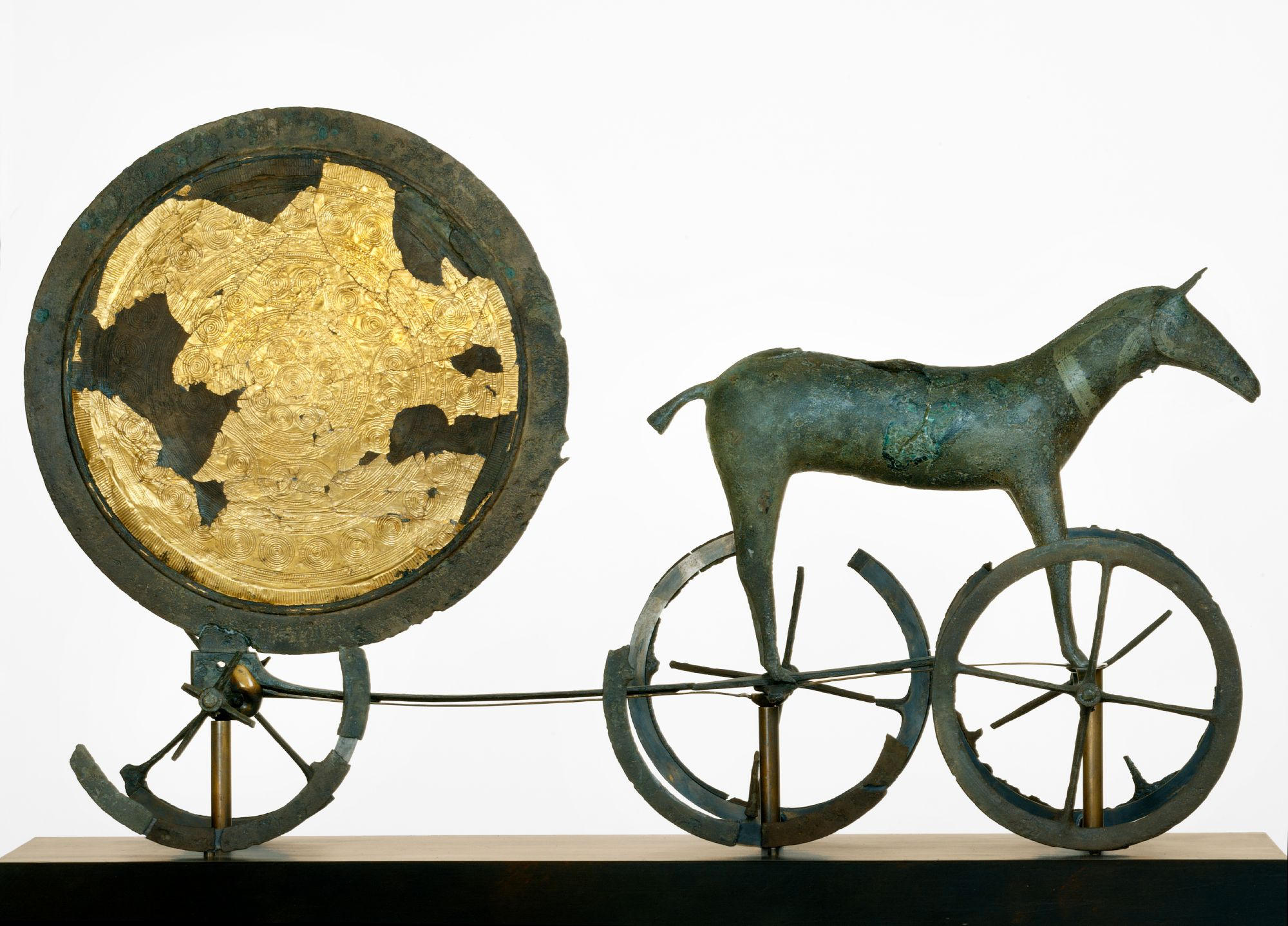
Il Carro solare di Trundholm, trovato in Selandia, attuale Danimarca

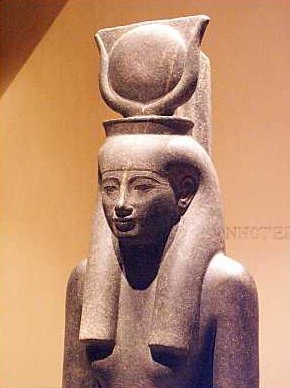
Statua di Hathor - Museo di Luxor

Il culto del Sole, tributato dagli esseri umani al dio Sole attraverso le epoche, ha per oggetto una divinità che rappresenta il Sole e i suoi aspetti simbolico-astrologici, che hanno prodotto un gran numero di idee, teologie e credenze in svariate divinità solari.
Il culto del Sole diede origine probabilmente all'enoteismo e in ultima analisi al monoteismo.

## Simbologie solari
Simbologie ricorrenti del Sole lo hanno raffigurato di volta in volta come una ruota, una barca, un disco, un cerchio e via dicendo, quali geroglifici dell'Uno che si manifesta nel macrocosmo.

### Barca solare
Esempi di rappresentazione mitologica del Sole che guida un'imbarcazione sono vari sia come provenienza, sia come iconografia, tutti però aderenti allo stesso concetto. In particolare si ricordano:
- Barca solare di Cheope, in Egitto.
- Alcuni petroglifi interpretati come barche solari sulle incisioni rupestri della Valcamonica in Italia ed a Tanumshede in Svezia.
- Barca solare dell'Età del bronzo:
  - nella cultura lusaziana;
  - nella cultura dei campi di urne;
  - nella cultura protovillanoviana;
  - nella cultura villanoviana.

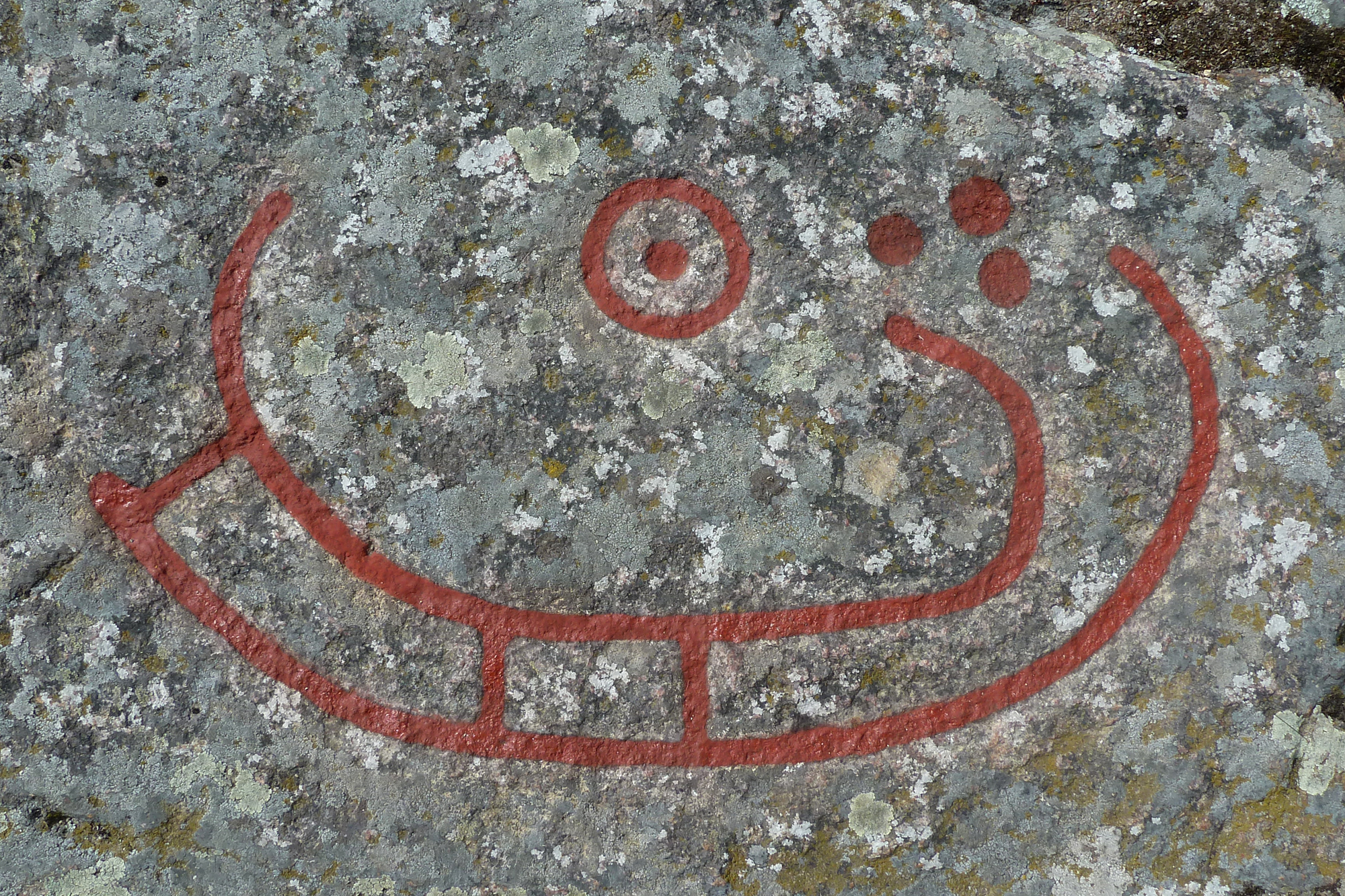
Barca solare delle incisioni rupestri di Allinge-Sandvig (Danimarca)
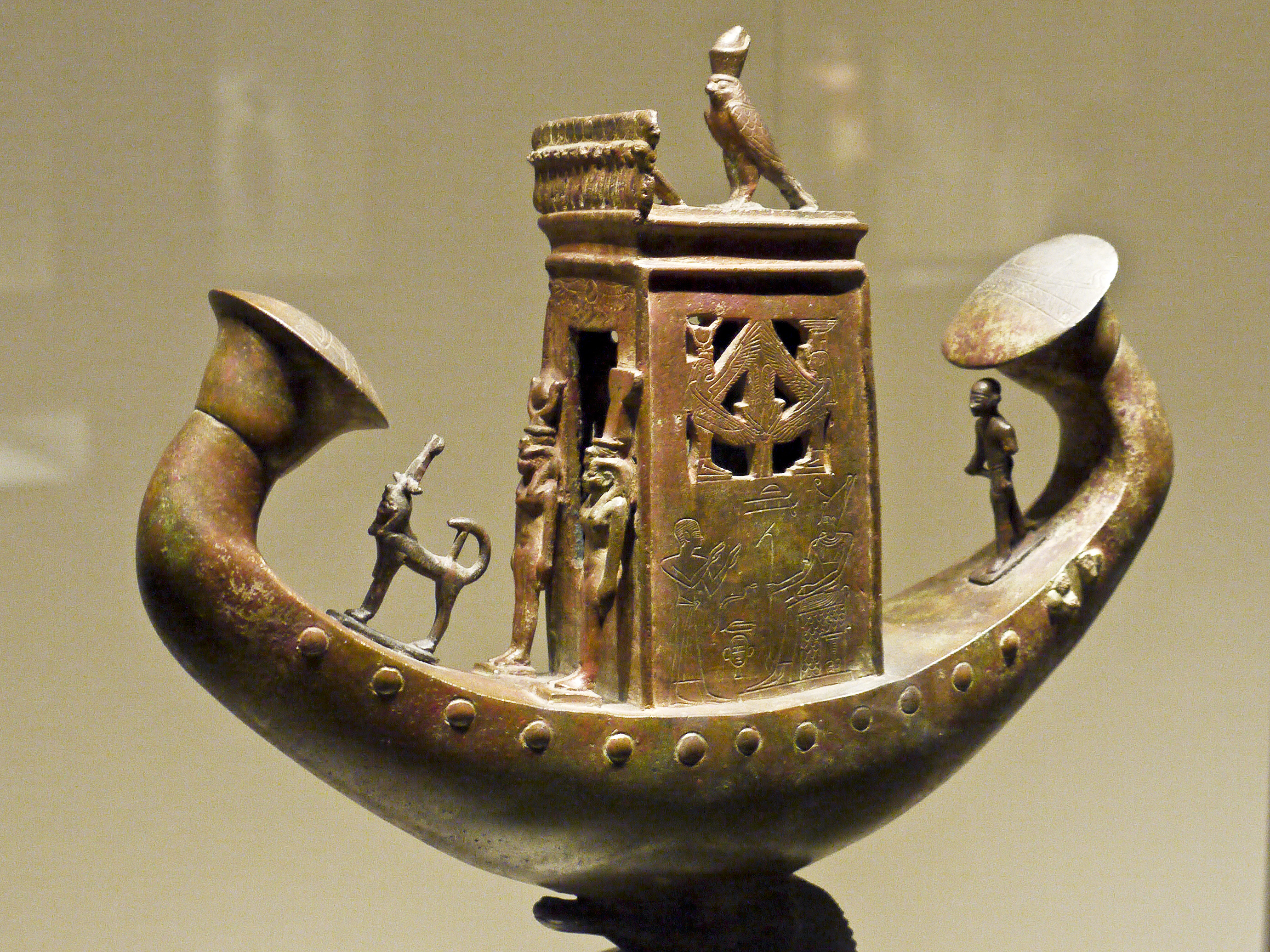
Barca solare egizia (Gulbenkian Museum)
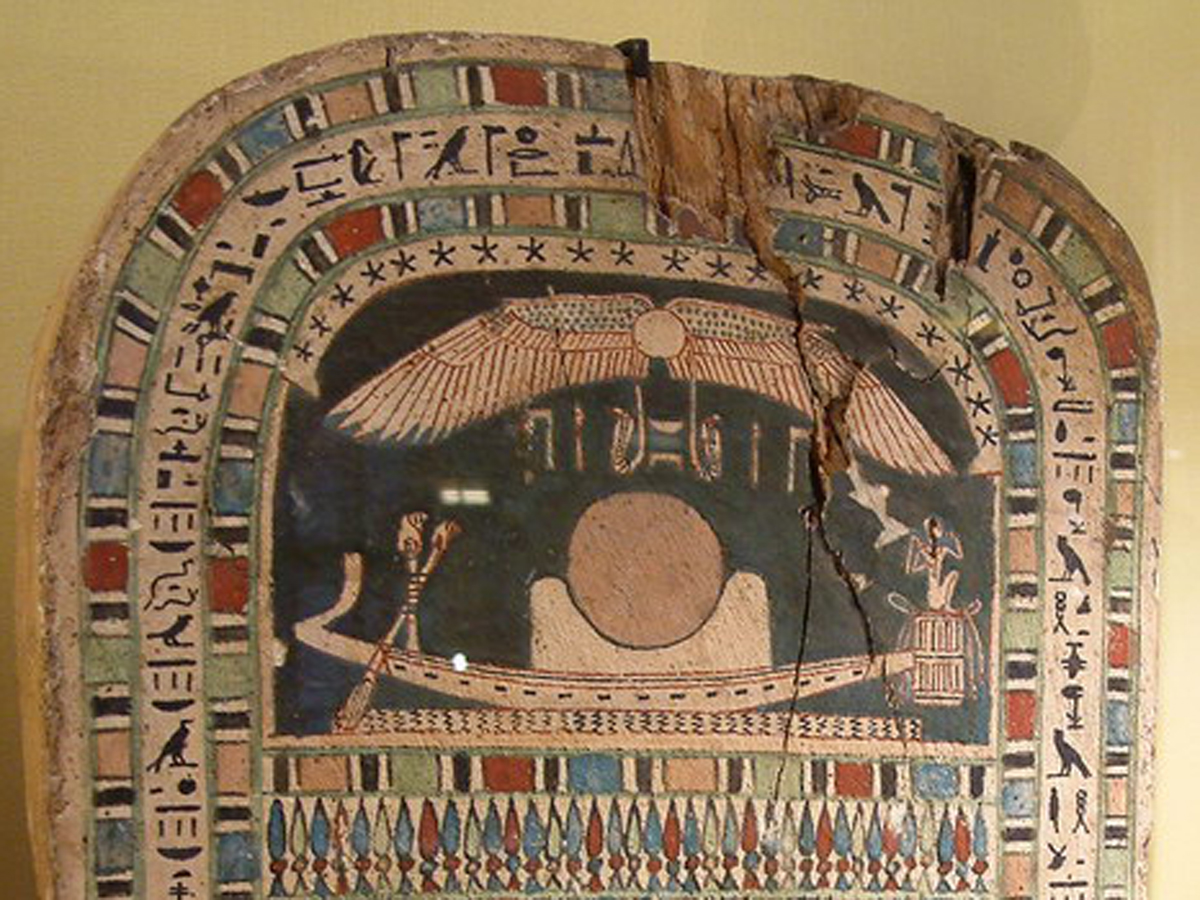
Barca solare egizia
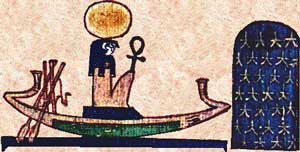
Ra nella sua barca solare

Pettorale piceno con barca solare ornitomorfa, da Canavaccio di Urbino.(Museo archeologico nazionale delle Marche)

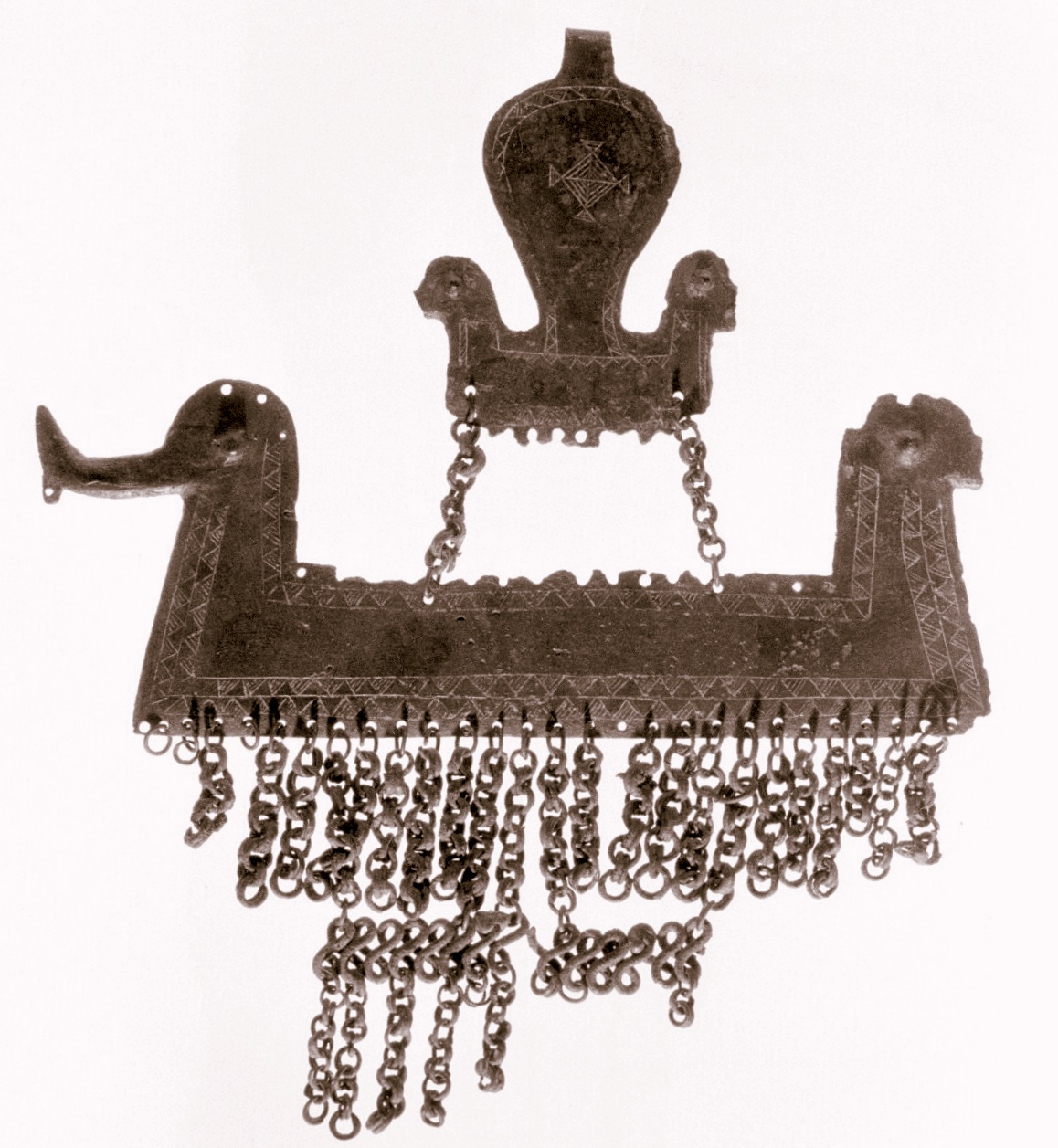
Pettorale piceno con barca solare ornitomorfa, da Ancona.(Museo archeologico nazionale delle Marche)

### Barca solare ornitomorfa
Un caso particolare è quello della "barca solare ornitomorfa", ossia con protomi di uccelli acquatici, soprattutto della famiglia degli anatidi. Già nei manufatti dell'Età del bronzo, gli anatidi sono associati alle barche e sono localizzati soprattutto sulla prua o sull'albero. L'immagine della barca solare ornitomorfa si ritrova sui manufatti più disparati: oggetti funerari come situle e urne cinerarie, armi da difesa ed offesa come spade, corazze e schinieri, e infine su oggetti cultuali come coltelli e carretti.
Perché questo ruolo importante è affidato ad uccelli? Si pensa che ciò sia dovuto alla loro capacità sovrumana di volare verso l'alto, ed avvicinarsi quindi alle divinità, o rappresentarle, o guidare l'uomo verso di esse.
Quest'iconografia è tipica di varie popolazioni italiane dell'Età del ferro. In questo caso, l'iconografia segue dei canoni piuttosto rigidi, direttamente ispirati a più antiche tradizioni dell'Europa centrale e settentrionale, con particolare riferimento all'area danubiana. I reperti rinvenuti di questa tipologia sono una trentina.
Le popolazioni stanziate in Italia nell'età del ferro e che produssero e utilizzarono oggetti raffiguranti la barca solare ornitomorfa sono i Veneti, gli Etruschi, i Piceni, i Celti.

### Carro solare

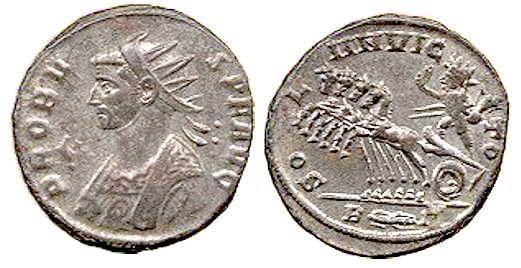
il Sol Invictus in una monetazione dell'imperatore romano Probo

Un "carro solare" è una rappresentazione mitologica del Sole che guida un carro. Il concetto è cronologicamente più recente rispetto alla barca solare e corrispondente all'espansione Indoeuropea a seguito dell'invenzione del carro nel II millennio a.C. Esempi sono:
- il Carro solare di Trundholm;
- il dio greco Elio che guida un carro[8];
- il Sol Invictus latino mostrato come nocchiere di una quadriga;
- la divinità indù Sūrya che guida un carro con sette cavalli;
- la divinità Savitr che guida un carro solare;
- il Carro solare di Apollo.

### Ruota solare
Il sole stesso è stato raffigurato come una ruota, probabilmente dai protoindoeuropei, come riportato nel greco hēliou kuklos, in sanscrito suryasya cakram e in anglo-sassone sunnan hweogul.
Nell'Ebraismo sono presenti questi due ultimi simboli. Secondo la Bibbia, Enoch (bisnonno di Noè) ed Elia furono rapiti in Cielo: il primo dopo 365 anni, numero corrispondente ai giorni di "rotazione" in un anno solare, il secondo per la sua ascensione celeste con «un carro di fuoco e cavalli di fuoco».

## Sole femminile o maschile

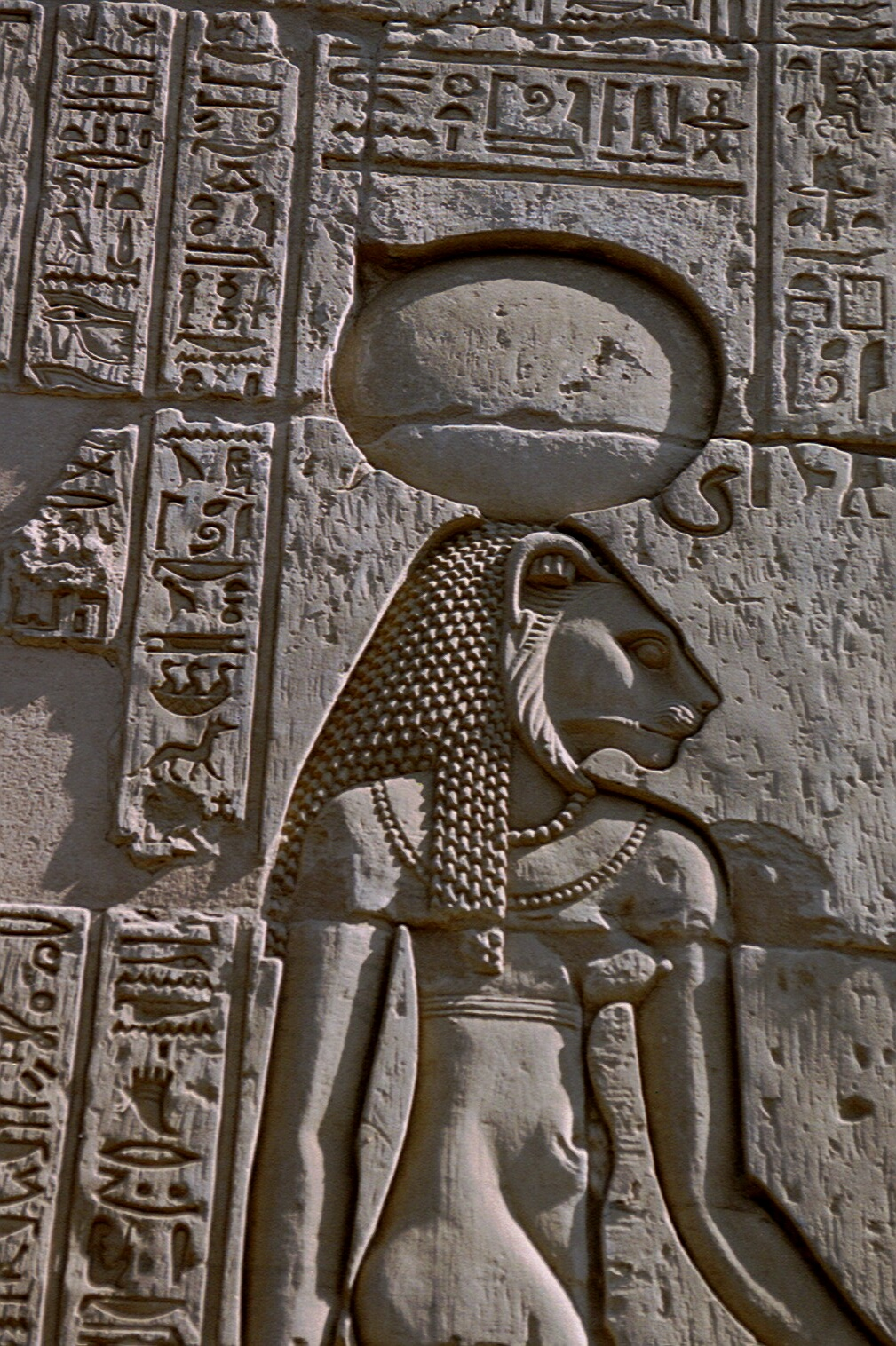
La divinità guerriera Sekhmet, rappresentata con il disco solare e la corona di cobra

Nelle culture neolatine le divinità solari sono maschili, così come le divinità lunari sono femminili. Tuttavia, basta pensare alla lingua tedesca per avere un esempio di situazione ribaltata ("die Sonne", "der Mond"), tipica delle lingue germaniche. Divinità solari femminili si ritrovano in ogni continente (per esempio, Amaterasu nella credenza giapponese), così come si ritrovano divinità lunari maschili. La divinità solare degli Ittiti era la dea femminile di Arinna.
L'associazione delle divinità solari al sesso maschile è collegata al fatto che poche mitologie ben conosciute (come la mitologia greca o la mitologia romana) raramente infrangono tale regola. Il dualismo Sole/maschio/luce e Luna/femmina/oscurità si trova in molte tradizioni dell'Europa meridionale che derivano dalle filosofie gnostiche e orfiche.
Nella mitologia germanica il Sole è femmina e la Luna è maschio. Il nome corrispondente in inglese antico è Siȝel (/ˈsɪ jel/), che deriva dalla lingua proto-germanica *Sôwilô o *Saewelô. La dea del sole dell'antica Germania è Sunna, che diviene Sól nella mitologia norrena. Nelle tradizioni scandinave, ogni giorno il carro di Sól corre attraverso il cielo sulla sua carrozza, spinta da due cavalli di nome Arvak e Alsvid. Anche Sunna, Sunne, e Frau Sunne venivano chiamate Sól, dalle quali derivano le attuali parole sun ('sole') e Sunday ('domenica').

## Scomparsa del sole

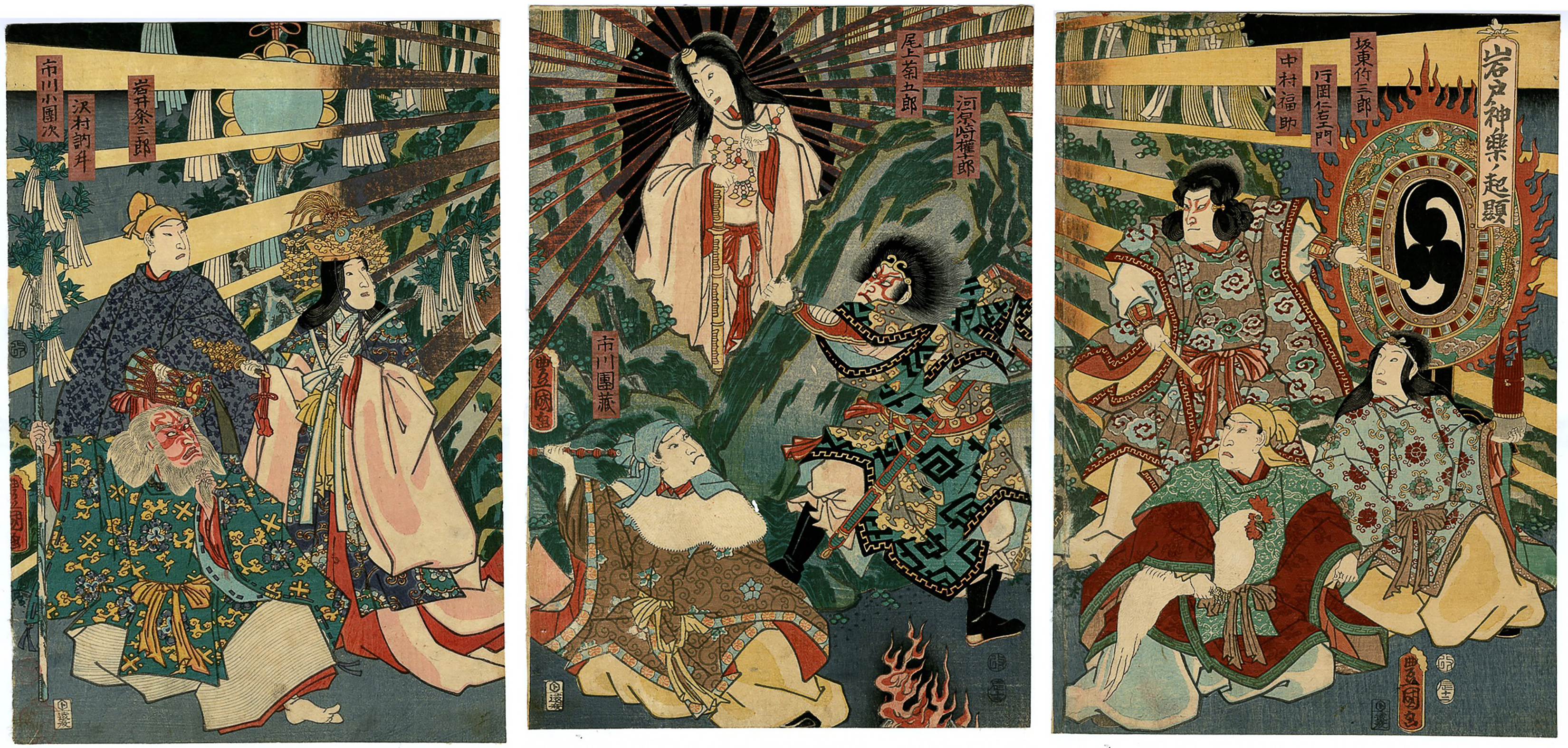
Amaterasu che emerge dalla caverna

La scomparsa del sole è un tema ricorrente nei miti di molte culture, che talvolta comprende i temi della reclusione, dell'esilio o della morte. La scomparsa del sole spesso è utilizzata per spiegare vari fenomeni naturali, come la scomparsa del sole durante la notte, la minore durata dei giorni nel corso dell'inverno e le eclissi solari. Anche il mito greco di Demetra e di sua figlia, Persefone o Kore, indicano che quest'ultima fosse una divinità del sole: venuta a mancare (perché rapita da Ade), sua madre, dea dell'agricoltura, scatenò un inverno duro che pareva non dovere mai avere fine.
Vi sono altri racconti simili, come la storia sumerica della divinità Inanna e della sua discesa agli inferi.
Nella mitologia del tardo Egitto, Ra passa per Duat (gli inferi) ogni notte. Apep deve essere sconfitto nelle ore di oscurità affinché Ra e la sua barca solare possano sorgere ad est ogni mattina.
Nella mitologia giapponese, la divinità solare Amaterasu è irritata dal comportamento di suo fratello Susanoo, e si nasconde in una caverna, sprofondando il mondo nell'oscurità fino a quando non decide di riemergere.
Nella mitologia scandinava, il dio Odino e il dio Tyr hanno entrambi gli attributi di un padre-cielo, e sono destinati ad essere divorati dai lupi (rispettivamente da Fenrir e Garm) a Ragnarǫk. Sól, la divinità del sole scandinava, sarà divorata dal lupo Skǫll.

## Varianti culturali

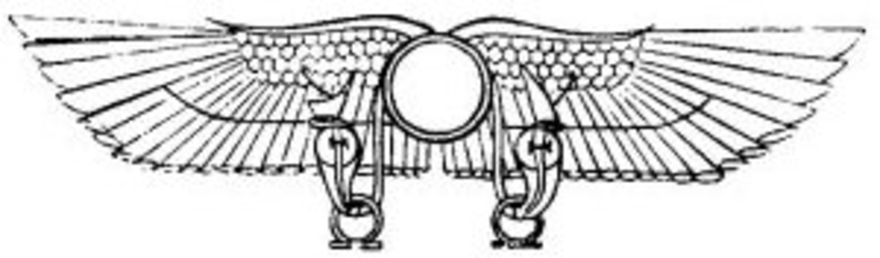
Il sole alato era un antico simbolo di Horus (III millennio a.C.), in seguito identificato con Ra.

In religioni diverse, divinità supreme legate al sole hanno nomi diversi e sono associate ad aspetti diversi dell'universo culturale della società, ma in gran parte la sua immagine rimane identica.
Il concetto Neolitico di una barca solare, il sole che attraversa il cielo in una barca, si ritrova nei successivi miti dell'antico Egitto, con Ra e Horus. I primi miti Egiziani suggeriscono che il sole, di notte, sia all'interno della leonessa Sekhmet, e si possa rivedere riflesso nei suoi occhi, oppure che sia all'interno della mucca, Hathor, e rinasca ogni mattina come suo figlio (il toro). La religione Proto-Indo-Europea ha un carro solare: il sole attraversa il cielo portato in un carro.
Nel corso dell'Impero Romano, veniva celebrata la festa della nascita del Sol Invictus (o Dies Natalis Solis Invicti) quando la durata del giorno iniziava ad aumentare dopo il solstizio d'inverno: la “rinascita” del sole appunto. Nella mitologia Germanica si parla di Sol e in quella Greca di Elio e (talvolta) di Apollo. Il mesopotamico Shamash gioca un ruolo importante nel corso dell'Età del Bronzo, e “mio Sole” comincia ad essere usato per rivolgersi ai membri della famiglia reale. Similmente, le culture del Sud America hanno un enfatico culto del Sole, Inti.

### Africa
La tribù dei Munsh considera il Sole figlio dell'essere supremo Awondo e la Luna come sua figlia. La tribù dei Barotse crede che il Sole sia abitato dalla divinità del cielo Nyambi e che la Luna sia sua moglie. Anche laddove il dio del sole viene identificato con l'essere supremo, in alcune mitologie africane lui o lei non ha alcuna funzione speciale o alcun privilegio se comparato ad altre divinità

#### Antico Egitto

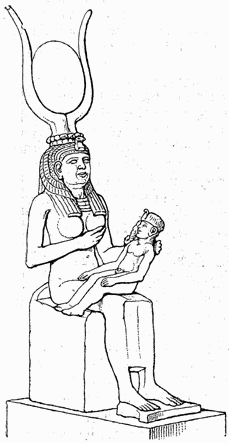
Iside, che porta le corna e il disco solare, allatta suo figlio Horus

Il culto del sole fu quello prevalente nella religione dell'antico Egitto. Osiride e Iside (dea della luna), diedero la vita a Horus e Ra.
Il movimento del sole attraverso il cielo rappresenta una lotta tra l'anima del Faraone e una manifestazione di Osiride. La “solarizzazione” di parecchie divinità locali (Hnum-Re, Min-Re, Amon-Re) raggiunse il picco nel periodo della quinta dinastia.
Nella diciottesima dinastia, Akhenaton fece persino cambiare la religione politeistica dell'Egitto in una pseudo-monoteista, l'Atonismo. Tutte le altre divinità vennero rimpiazzate da Aton, compreso Amon, la divinità regnante nella regione di Akhenaton. A differenza delle altre divinità, Aton non aveva forme multiple. La sua sola immagine era un disco, simbolo del sole.
Subito dopo la morte di Akenaton, fu ristabilito il culto delle divinità tradizionali da parte dei capi religiosi che avevano praticato la religione di Aton durante il regno di Akhenaton.

### Mitologia azteca

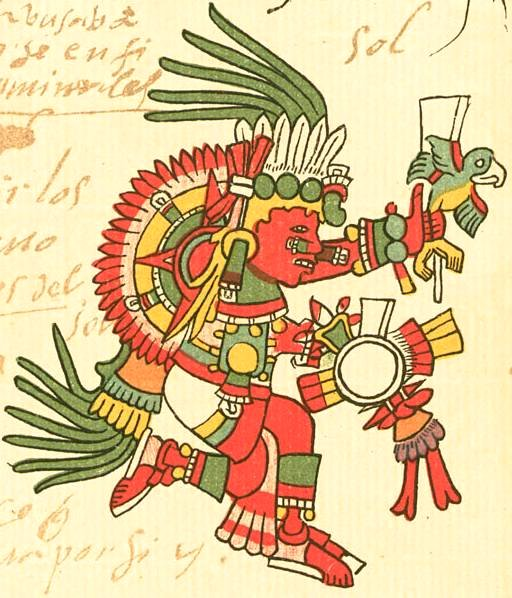
Tonatiuh, raffigurazione del Codice Telleriano-Remensis.

Nella mitologia azteca Tonatiuh (Nahuatl: Ollin Tonatiuh, "Movimento del Sole") era il dio del sole. I popoli Aztechi lo consideravano il capo del Tollan, il cielo. Era noto anche come il quinto sole, poiché gli Aztechi credevano che fosse il sole che sostituì il quarto sole quando questi fu espulso dal cielo. Secondo la loro cosmologia, ciascun sole era un dio con una propria era cosmica. Secondo gli Aztechi, si trovavano ancora nell'era di Tonatiuh. Secondo il mito azteco della creazione, il dio chiedeva sacrifici umani come tributo e senza di essi si sarebbe rifiutato di muoversi attraverso il cielo. Si crede che 20000 persone venivano sacrificate ogni anno a Tonatiuh e ad altre divinità, anche se tale numero pare essere inflazionato dagli Aztechi, che volevano ispirare paura al nemico, o dagli spagnoli, che volevano diffamare gli Aztechi. Gli Aztechi erano affascinati dal sole e lo osservavano con attenzione, e avevano un calendario solare secondo in accuratezza solamente a quello dei Maya. Molti degli odierni monumenti aztechi rimasti sono strutture allineate al sole.
Nel calendario azteco, Tonatiuh è il signore dei tredici giorni dalla 1 Morte alla 13 Pietra Focaia. I tredici giorni precedenti sono regolati da Chalchiuhtlicue, e i tredici seguenti da Tlaloc.

### Mitologia cinese
Nella mitologia Cinese (cosmologia), originariamente vi erano dieci uccelli solari nel cielo, che dovevano emergere uno alla volta. Una volta decisero di provare ad emergere tutti insieme: il mondo era così caldo che non cresceva più niente. Un eroe di nome Hou Yi buttò giù nove di loro con arco e frecce. In un altro mito, l'eclissi solare fu causata dal cane del cielo che morse un pezzo di sole. L'evento cui si fa riferimento pare essere avvenuto intorno al 2160 a.C. In Cina vi era infatti la tradizione di colpire pentole e padelle durante un'eclissi solare per scacciar via il “cane”.

### Mitologia Indù

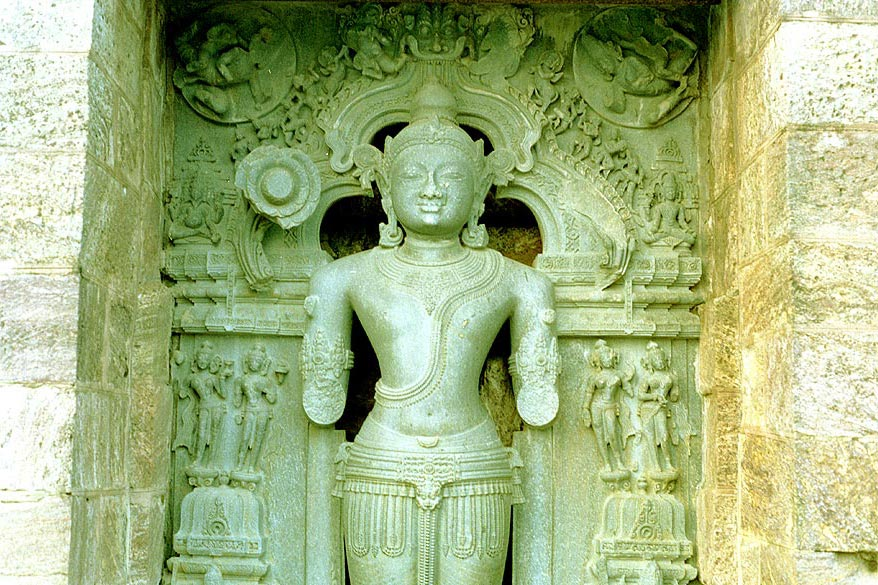
Sūrya al Tempio di Konark

Nei Veda Sanscriti, moltissimi inni sono dedicati a Sūrya/Mitra dev, la personificazione del Sole, e a Savitr, "colui che incita", una divinità solare identificata o associata con Surya.
Anche il mantra Gayatri, che viene considerato uno dei più sacri tra gli inni Indù, è dedicato al sole. Le Aditya sono un gruppo di divinità solari, dal periodo Brāhmaṇa numero dodici. Il rituale di sandhyavandanam, eseguito da alcuni Indù, è un insieme elaborato di gesti delle mani e movimenti del corpo, programmato per accogliere e riverire il Sole.
Il Dio Sole nell'Induismo è una divinità antica,  degna di immense lodi. Al Sole vi si riferisce in sanscrito come “Mitra” o “Friend”. È chiamato “Prati-Aksh Devta” che significa “La Divinità Vista” e degna di enorme lode e riverenza.
Il Mahābhārata raffigura uno dei suoi eroi guerrieri, Karna, come il figlio della virtuosa regina Kunti e del Sole. Il Rāmāyaṇa ha come protagonista Rama, discendente dal Surya Vansh o dal clan dei re splendenti come il Sole.
Si crede che il Dio Sole sia sposato alla bellissima divinità Ranaadeh, anche nota come Sanjnya. Viene raffigurata in forma duale, essendo sia la luce del sole che l'ombra, e personificata. La divinità viene riverita nel Gujarat e nel Rajasthan.
Il cocchiere di Surya è Arun, che viene anche personificato come il rossore che accompagna la luce del sole all'alba e al crepuscolo.
In India, a Konark, una città in Orissa, vi è un tempio dedicato a Surya. Il tempio di Konark è stato anche dichiarato patrimonio mondiale dall'UNESCO. Surya è il più importante dei navagrahas o dei nove oggetti celestiali degli Indù. I Navagrahas si possono trovare in quasi tutti i tempi indù. Ci sono altri templi dedicati a Surya, uno ad Arasavilli, Srikakulam District ad AndhraPradesh, una a Gujarat e un altro a Rajasthan. Il tempio di Arasavilli venne costruito in modo che il giorno di Radhasaptami i raggi del sole cadano direttamente ai piedi dello Sri Suryanarayana Swami, la divinità all'interno del tempio.

### Mitologia indonesiana
Lo stesso processo di scambio si può constatare in Indonesia.
Le divinità solari hanno una forte presenza nella vita religiosa e nella mitologia indonesiana. In alcuni casi ci si riferisce al sole come un “padre” o un “fondatore” della tribù. Tale pratica è più comune in Australia e sull'isola di Timor, dove i capi tribali sono considerati eredi diretti del dio Sole.
Alcuni dei riti di iniziazione includono la seconda incarnazione del soggetto del rito come “figlio del Sole”, attraverso una morte simbolica e una rinascita sotto forma di un sole.

## Folklore
Nelle tradizioni popolari si preservano molti arcaici culti del Sole che vengono inclusi in religioni più recenti. Per esempio, delle ruote infuocate che rotolano giù per le colline durante i giorni dell'equinozio, o il costume di legare un uomo ad una ruota. Il complesso culto del “sole-fertilità-eroe/rappresentativo degli inferi” è evidente anche in Giappone, dove c'è un costume per cui i giovani, in rappresentanza degli antenati del Sole (ovvero i morti) si dovrebbero dipingere i volti di rosso e visitare le case del villaggio, garantendo così la fertilità della terra tramite questo rituale magico.
Un altro importante complesso mitologico è quello dell'”Eroe Sole”, tipico dei pastori nomadi. Tali eroi si trovano tra le tribù nomadi africane, le tribù dell'Asia Centrale (Gesen Khan), e tra tutti i popoli Indo-Europei. L'Eroe Sole ha sempre un lato “oscuro”: ha una sorta di connessione con gli inferi, con il rituale di iniziazione e con la fertilità. Il mito dell'Eroe Sole contiene molti elementi che collegano l'Eroe al Demiurgo. L'Eroe spesso salva il mondo, lo rinnova, apre una nuova epoca, e in genere porta con sé alcuni dei rinnovamenti maggiori all'ordine cosmico stabilito. Queste funzioni dell'Eroe Sole rappresentano l'”eredità” demiurgica lasciata dall'essere celestiale supremo. Un esempio tipico di tale evoluzione è il dio Mithras.

## Mitografia ottocentesca
Tre teorie hanno esercitato una grande influenza sulla mitografia del diciannovesimo e dell'inizio del ventesimo secolo, accanto al Culto degli Alberi di Mannhardt, il Totemismo di J.F. McLennan, il “mito del Sole” di Alvin Boyd Kuhn e Max Müller.
R.F. Littledale criticò la teoria del culto del Sole quando mostrò che Max Müller, secondo i suoi stessi principi, era egli stesso un mito Solare; intanto, Alfred Lyall metteva a segno un attacco ancora più violento alla stessa teoria e alla sua assunzione che le divinità e gli eroi tribali, alla pari di quelli di Omero, erano dei meri riflessi del mito del Sole, provando invece che le divinità di alcuni clan iput erano realmente guerrieri che fondarono i clan non molti secoli fa, ed erano dunque gli antenati degli attuali capi.